# 名誉所員
名誉所員（めいよしょいん）とは、国立の研究機関及び大学、財団の研究機関に勤務する医師、研究者などのうち退職した者に委嘱される栄誉職或いは称号。類似するものに名誉研究所員など。

## 名誉所員
名誉所員の職位は国立研究機関などでも設置例があり、国立国語研究所では高橋太郎、江川清などが就任している。その他、国立大学、私立大学でも任命例がある。主な設置機関は下記の通り。

## 設置機関
- 国立研究機関
  - 国立感染症研究所
  - 国立教育政策研究所
  - 国立健康・栄養研究所
  - 国立国語研究所
  - 国立特殊教育総合研究所
- 国立大学
  - 京都大学
- 私立大学
  - 上智大学
- 財団法人
  - 東京都老人総合研究所